# Mary FitzRoy
Mary FitzRoy, duchesse de Richmond et de Somerset (1519 - 7 décembre 1557), née lady Mary Howard, est une duchesse anglaise de la période Tudor.

## Biographie
Mary Fitzroy était la fille cadette de Thomas Howard, troisième duc de Norfolk, membre de l’ambitieuse famille Howard. Quand elle naquit, son père était le deuxième noble le plus important de la pairie anglaise ; son grand-père maternel, Edward Stafford, troisième duc de Buckingham était le plus important. Après l’exécution de Buckingham en 1521, son père devint le seul duc du royaume, jusqu’à ce qu’Henry VIII élève en 1525 son fils illégitime Henry Fitzroy (qu’il avait eu de sa maîtresse Elizabeth Blount) au rang du duc de Richmond et de Somerset. En 1529, quand Thomas Wolsey qui était alors chargé de s’occuper de FitzRoy tomba en disgrâce, sa tâche afféra à Thomas Howard. À la même période, Henry VIII ou Anne Boleyn songèrent à une éventuelle alliance entre sa fille et le jeune Fitzroy. Quatre ans plus tard, en novembre 1533, les négociations aboutirent et Mary, qui avait entre 14 et 15 ans, épousa FitzRoy, qui avait lui-même tout juste 15 ans.
Cette union fut un triomphe pour la famille Boleyn, car Mary faisait partie de la maison de la reine, et était par conséquent avocate de la Réforme. C’était aussi un parti avantageux pour Mary : en l’absence d’héritier mâle légitime, le duc était à l’époque considéré comme un éventuel futur roi. Cependant, le mariage ne devait pas durer. Moins de trois ans plus tard, FitzRoy mourut de consomption à seulement 17 ans.
Le roi, qui pensait qu’une activité sexuelle trop frénétique avait hâté la mort de son frère aîné Arthur, avait interdit au jeune couple de consommer leur mariage. La duchesse ne fut donc pas autorisée à conserver beaucoup des terres que son veuvage lui faisait revenir : le roi insista sur le fait qu’en l’absence de consommation, le mariage n’en était pas vraiment un. Elle demeura à la cour, très proche de la nièce du roi, Margaret Douglas, et d’une de ses maîtresses, Mary Shelton. Quand Catherine Howard tomba en disgrâce, la duchesse et toute sa famille furent arrêtées et brièvement emprisonnées à la Tour de Londres. En 1538 et en 1546, son père demanda qu’elle épouse Thomas Seymour. Le roi donna son accord, mais le frère de Mary, Henry, comte de Surrey s’opposa fermement au mariage, ainsi que la duchesse elle-même, et le mariage n’eut pas lieu. Surrey suggéra alors à Mary de séduire le roi son beau-père, et de devenir sa maîtresse, afin qu’elle exerça « autant d’influence sur lui que Madame d’Etampes en avait sur le roi de France. » La duchesse, outragée, dit qu’elle eût préféré « se trancher la gorge » que de « consentir à une telle vilenie ». Son frère et elle se brouillèrent, et elle donnerait plus tard un témoignage contre Surrey qui aida à le mener à un procès et à son exécution pour trahison.
La duchesse ne se remaria jamais, et elle ne demeura pas à la Cour après la mort d’Henry VIII, en janvier 1547. Sachant combien sa famille était impitoyable pour obtenir le pouvoir, et peut-être ne souhaitant pas être impliquée dans un autre scandale, elle choisit sans doute de s’éloigner de leurs machinations pour vivre une vie tranquille. Elle mourut fin 1557.

## Sources
- (en) Cet article est partiellement ou en totalité issu de l’article de Wikipédia en anglais intitulé « Mary FitzRoy, Duchess of Richmond and Somerset » (voir la liste des auteurs).